# Кастеджо
Кастеджо (італ. Casteggio) — муніципалітет в Італії, у регіоні Ломбардія,  провінція Павія.
Кастеджо розташоване на відстані близько 440 км на північний захід від Рима, 50 км на південь від Мілана, 19 км на південь від Павії.
Населення — 6865 осіб (2014).

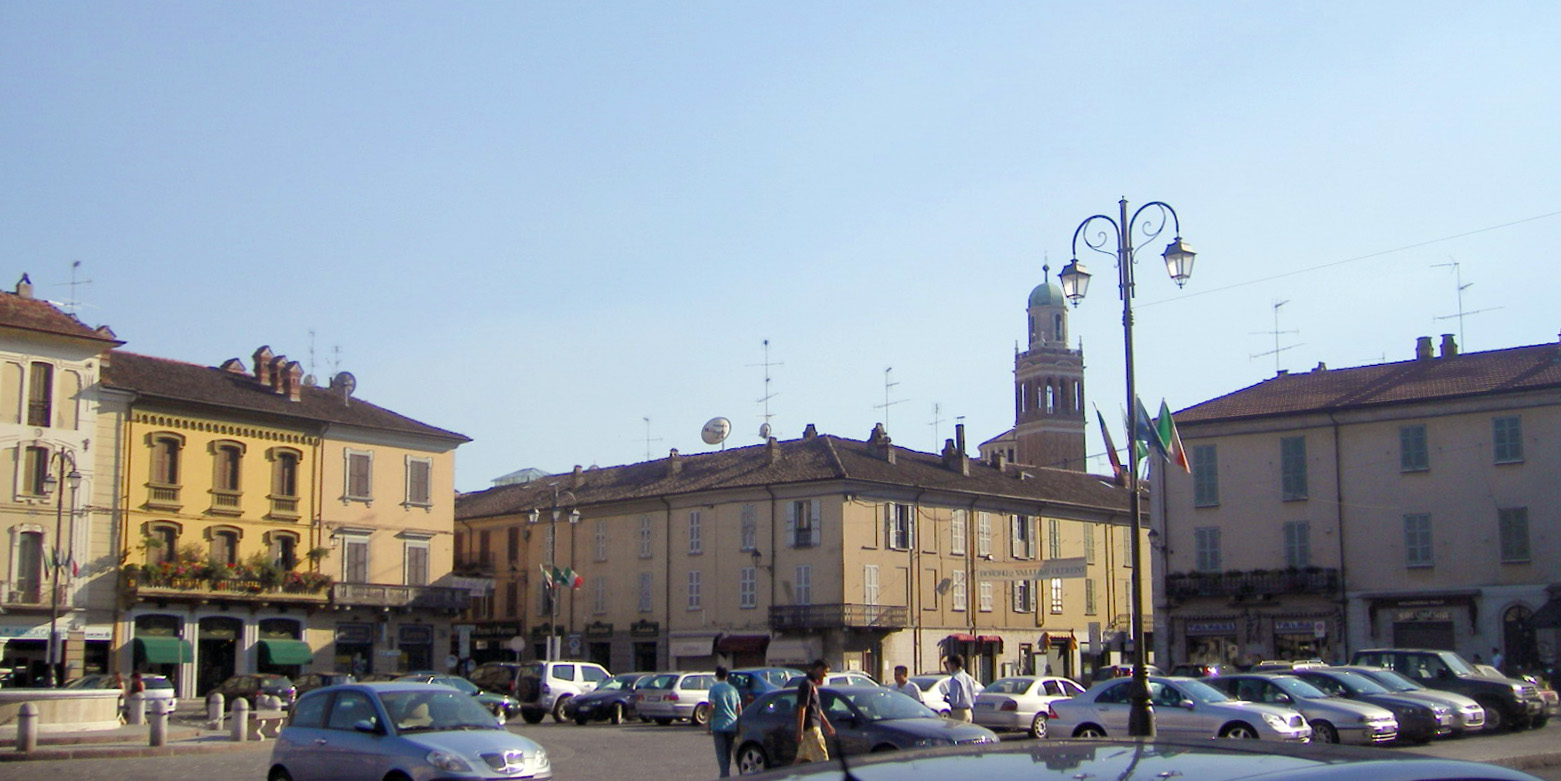

Щорічний фестиваль відбувається у понеділок після третьої неділі вересня. Покровитель — святий Петро Martire.

## Демографія
Населення за роками:

Станом на 1 січня 2023 року в муніципалітеті офіційно проживало 749 іноземців з 42 країн, серед них 388 громадян країн Євросоюзу та 82 громадяни України.

## Сусідні муніципалітети
- Борго-Пріоло
- Кальвіньяно
- Казатізма
- Корвіно-Сан-Куїрико
- Монтебелло-делла-Батталья
- Оліва-Джессі
- Робекко-Павезе
- Верретто